# Коронаційний кіш
Коронаційний кіш (англ. Coronation quiche) — пиріг, обраний Чарльзом III та королевою Каміллою як фірмова страва на святкуванні їх коронації в травні 2023 року.

## Опис
Офіційний сайт британської королівської сім'ї описав страву як «відкритий кіш з хрусткою скоринкою з легкого тіста та ніжним смаком шпинату, бобів та свіжого естрагону», його можна їсти як гарячим, так і холодним. Кіш подавали під час великого коронаційного обіду під час святкування коронації.
Страва була придумана королівським шеф-кухарем Марком Фланаганом. Кіш був обраний через його універсальність, оскільки його можна їсти як гарячим, так і холодним, він доступний за ціною та його легко приготувати, а також його можна легко адаптувати до різних дієтичних вимог.

## Рецепт

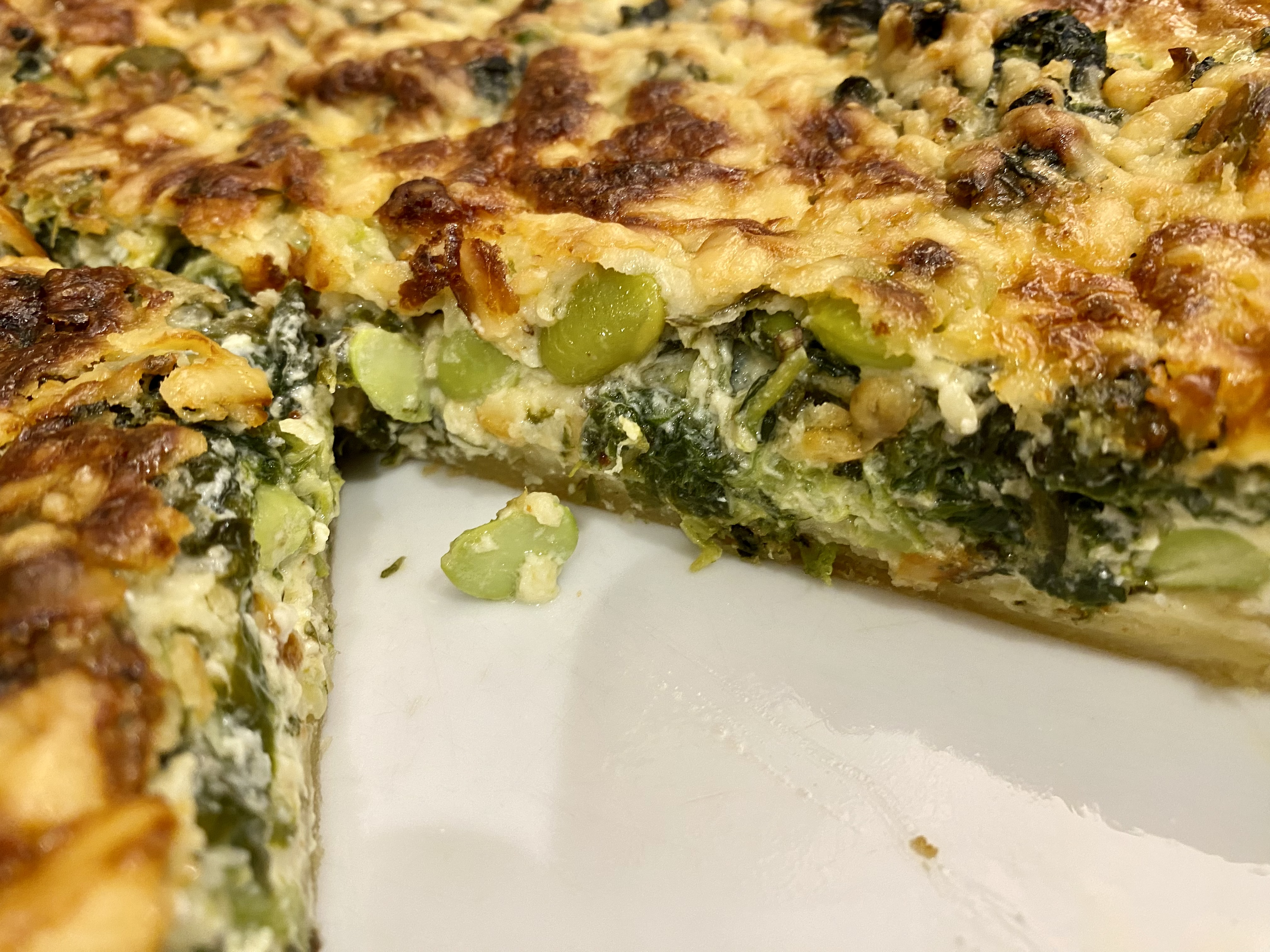
Начинка для коронаційного кіша

Рецепт розрахований на шістьох людей. Як інгредієнти для тіста використовуються борошно, сіль, масло, смалець та молоко; начинка також включає молоко, жирні густі вершки, яйця, естрагон, сіль, перець, сир чеддер, шпинат та боби або соєві боби.
Раніше Чарльз заявляв про свою пристрасть до страв з яєць, особливо до яєчні-бовтанки.

## Критика
Багато хто з запрошених визнали кіш «на диво смачним», дегустатори оцінили його в середньому на 9 балів із 10. Однак член парламенту від консерваторів Джейкоб Ріс-Могг назвав страву огидною. Ситуація ускладнювалася тим, що у квітні, за місяць до коронації Чарльза, ще не настав сезон для збирання бобів. Крім того, не всі запрошені могли скуштувати кіш. Для його випікання потрібний смалець, а він є харчовою забороною для вегетаріанців, веганів, євреїв та мусульман. До того ж, яйця на той момент (початок 2023 року) були в дефіциті через пташиний грип. Купівля інгредієнтів оцінювалася в 14 фунтів стерлінгів, що було недешево під час кризи вартості життя у Велиій Британії. Проте супермаркети значно збільшили обсяги продажів пирогів-кішів та святкової їжі напередодні коронації. У середньому вартість кіша становила 2,45 фунти стерлінгів.

### Коронаційний пиріг
Евелін Мюллер-Дерво, головний профі французького Братства пирогів Лотарингії (фр. Confrérie de la Quiche Lorraine), не погодилася з назвою страви «кіш», давши, на її думку, більш точну назву — «пікантний тарт». Лоран Мілтген-Деліншам, член Братства, заявив, що страва краще б відображала британський дух, якби її назвали «тартом». The Daily Telegraph повідомила про французьку претензію, що цей кіш слід було б назвати фланом.